# Zhang Xin (Fußballspielerin)
Zhang Xin (chinesisch 张鑫, Pinyin Zhāng Xīn; * 23. Mai 1992 in Nantong, Jiangsu) ist eine chinesische Fußballspielerin.

## Karriere

### Klub
Auf Klubebene ist sie derzeit bei Shanghai Shengli aktiv.

### Nationalmannschaft
Nach der U20, mit welcher sie an der Weltmeisterschaft 2012 teilnahm. Bereits beim Algarve-Cup 2014, war sie wohl schon Teil des Kaders, erhielt hier aber keinen Einsatz. Ihre ersten bekannten Einsätze waren dann erst im November 2019, beim Yongchuan International Tournament 2019. Auch beim Qualifikationsturnier für die Olympischen Spiele 2020 war sie dabei und erzielte in dieser Runde auch zwei Treffer. Nach der erfolgreichen Qualifikation gehörte sie anschließend auch mit zum Kader bei dem Turnier, welches sich aufgrund der COVID-19-Pandemie um ein Jahr verschob. Hier kam sie in allen drei Gruppenspielen der Mannschaft zum Einsatz und bereitete zudem noch im Spiel gegen Sambia ein Tor vor. Nach der Gruppenphase schied sie mit ihren Mitspielerinnen dann aber schon aus.
Anfang 2022 nahm sie mit ihrer Mannschaft dann auch an der Asienmeisterschaft 2022 teil und erzielte hier in der ersten Partie auch ihr einziges Turniertor. In allen weiteren Partien kam sie ebenso zum Einsatz. Am Ende gewann ihre Mannschaft mit 3:2 im Finale gegen Südkorea und wurde so Asienmeister. Ein paar Monate später nahm sie mit ihrem Team auch an der Ostasienmeisterschaft 2022 teil. Am Ende erreichte die Mannschaft hier den zweiten Platz.